# Jalen Suggs
Jalen Suggs (* 3. Juni 2001 in Saint Paul (Minnesota)) ist ein US-amerikanischer Basketballspieler, welcher seit 2021 bei den Orlando Magic in der National Basketball Association unter Vertrag steht. Suggs ist 1,93 Meter groß und läuft meist als Point Guard auf. Er spielte College-Basketball für die Gonzaga Bulldogs und wurde im NBA-Draft 2021 an 5. Stelle (Pick) von den Orlando Magic ausgewählt.

## Werdegang
Suggs gehörte als Schüler der Minnehaha Academy in Minneapolis sowohl der Basketball- als auch der American-Football-Mannschaft an, in beiden Sportarten gehörte er im Bundesstaat Minnesota zu den besten Spielern seines Jahrgangs, wurde als Mr. Basketball sowie als Mr. Football und somit als bester Spieler auf Schulebene in Minnesota ausgezeichnet. Suggs ist ein Vetter des American-Football-Spielers Terrell Suggs, des ehemaligen Basketballspielers Eddie Jones sowie von Rickey Suggs, der Basketball an der University of Nebraska Omaha und Canadian Football in der Canadian Football League spielte.
Jalen Suggs wechselte zur Saison 2020/21 an die Gonzaga University und wurde Mitglied der Basketballhochschulmannschaft. In 30 Einsätzen brachte er es auf einen Mittelwert von 14,4 Punkten je Begegnung, gewann mit Gonzaga 2021 den Meistertitel in der West Coast Conference und gab im April 2021 seinen Wechsel ins Profilager bekannt.
Die NBA-Mannschaft Orlando Magic entschied sich beim Draftverfahren Ende Juli 2021 für Suggs, der an insgesamt fünfter Stelle aufgerufen wurde. Corey Kispert, zuvor sein Mannschaftskamerad an der Gonzaga University, wurde im selben Jahr an 15. Stelle von den Washington Wizards ausgewählt.

### Nationalmannschaft
Als Mitglied der Junioren-Nationalmannschaften seines Heimatlandes wurde er 2017 U16-Amerikameister, 2018 U17-Weltmeister und 2019 U19-Weltmeister.

## Karriere-Statistiken

### NBA

#### Hauptrunde
| Saison  | Team    | GP  | GS  | MPG  | FG % | 3P % | FT % | RPG | APG | SPG | BPG | PPG  |
| ------- | ------- | --- | --- | ---- | ---- | ---- | ---- | --- | --- | --- | --- | ---- |
| 2021–22 | Orlando | 48  | 45  | 27.2 | .361 | .214 | .773 | 3.6 | 4.4 | 1.2 | 0.4 | 11.8 |
| 2022–23 | Orlando | 53  | 19  | 23.5 | .419 | .327 | .723 | 3.0 | 2.9 | 1.3 | 0.5 | 9.9  |
| 2023–24 | Orlando | 75  | 75  | 27.0 | .471 | .397 | .756 | 3.1 | 2.7 | 1.4 | 0.6 | 12.6 |
| Gesamt  | Gesamt  | 176 | 139 | 26.0 | .422 | .333 | .753 | 3.2 | 3.2 | 1.3 | 0.5 | 11.5 |

#### Play-offs
| Saison  | Team    | GP | GS | MPG  | FG % | 3P % | FT % | RPG | APG | SPG | BPG | PPG  |
| ------- | ------- | -- | -- | ---- | ---- | ---- | ---- | --- | --- | --- | --- | ---- |
| 2023–24 | Orlando | 7  | 7  | 33.1 | .402 | .292 | .767 | 5.1 | 3.3 | 1.3 | 0.4 | 14.7 |
| Gesamt  | Gesamt  | 7  | 7  | 33.1 | .402 | .292 | .767 | 5.1 | 3.3 | 1.3 | 0.4 | 14.7 |